# Molí de la Tor
El Molí de la Tor és un edifici del municipi de Montclar (Berguedà) que forma part de l'Inventari del Patrimoni Arquitectònic de Catalunya.

## Descripció
És un edifici d'estructura clàssica cobert a dues aigües amb teula àrab i el carener perpendicular a la façana de ponent. Constava de dues edificacions, la superior que allotjava l'escairador i el casal moliner, prop de la bassa que recollia l'aigua del torrent de la font calenta, i un cos inferior, al peu del riu de la bassa i el rec que recollia l'aigua de la riera de Montclar, on s'allotjaven les moles i el carcau. Fou abandonat després de la guerra civil (1936- 1939) i les teules s'aprofitaren en altres construccions, factor que n'accelerà la degradació.

## Història
Construït al segle xvii, era explotat pels propietaris de la veïna masia de la Tor que l'ampliaren al s. XIX, incorporant-hi l'escairador. Es mantingué actiu fins després de la guerra civil (1936- 1939).